# Рыбная (приток Любачувки)
Рыбная (укр. Рибна; другое название — Блех) — река в Яворовском районе Львовской области, Украина. Правый приток реки Любачувка (бассейн Вислы).
Истоки расположены к востоку от села Вороблячин, между холмами южных склонов Расточья. Течёт сначала на запад, далее — на юго-запад. Впадает в Любачувку на северной окраине села Грушев, недалеко от польско-украинской границы.
Длина реки 18 км, площадь бассейна 31 км². Русло слабоизвилистое, в нижнем течении выпрямленное. Есть несколько небольших прудов.
Река течёт в основном лесными массивами, протекает через небольшие сёла Руда и Слободяки.